# Пангніртанг
Пангніртанг (англ. Pangnirtung, інуктитут Pangnirtung ᐸᖕᓂᖅᑑᖅ , прізвисько «Панг» ) — село у Канаді у регіоні Кікіктаалук території Нунавут, на березі фіорда Пангніртанг на заході півострову Камберленд Баффінової Землі, на березі затоки Камберленд. Населення села становить 1425 людей (2011 рік).
У селі є аеропорт.

## Клімат
Село лежить у зоні, котра характеризується кліматом полярних пустель. Найтепліший місяць — липень із середньою температурою 6.7 °C (44 °F). Найхолодніший місяць — січень, із середньою температурою -25.6 °С (-14 °F).
| Клімат Пангніртанга     | Клімат Пангніртанга | Клімат Пангніртанга | Клімат Пангніртанга | Клімат Пангніртанга | Клімат Пангніртанга | Клімат Пангніртанга | Клімат Пангніртанга | Клімат Пангніртанга | Клімат Пангніртанга | Клімат Пангніртанга | Клімат Пангніртанга | Клімат Пангніртанга | Клімат Пангніртанга |
| Показник                | Січ.                | Лют.                | Бер.                | Квіт.               | Трав.               | Черв.               | Лип.                | Серп.               | Вер.                | Жовт.               | Лист.               | Груд.               | Рік                 |
| Середній максимум, °C   | −22                 | −22                 | −16                 | −7                  | 0                   | 6                   | 10                  | 9                   | 5                   | −1                  | −8                  | −17,8               | −5                  |
| Середня температура, °C | −26                 | −26                 | −20                 | −12                 | −3                  | 2                   | 7                   | 6                   | 3                   | −4                  | −11                 | −21                 | −8                  |
| Середній мінімум, °C    | −30                 | −30                 | −25                 | −17                 | −7                  | 0                   | 4                   | 4                   | 0                   | −6                  | −14                 | −24                 | −12                 |
| Норма опадів, мм        | 25                  | 15                  | 19                  | 26                  | 17                  | 33                  | 36                  | 63                  | 50                  | 49                  | 50                  | 26                  | 409                 |
| ----------------------- | ------------------- | ------------------- | ------------------- | ------------------- | ------------------- | ------------------- | ------------------- | ------------------- | ------------------- | ------------------- | ------------------- | ------------------- | ------------------- |
| Джерело: Weatherbase    |                     |                     |                     |                     |                     |                     |                     |                     |                     |                     |                     |                     |                     |

## Назва
Ескімоська назва Пангніртанг означає "Місце декількох оленів ".

## Населення
Населення села Пангніртанг за переписом 2011 року становить 1425 людей і для нього характерним є зростання у період від переписів 2001 й 2006 років:
- 2001 рік — 1276 осіб[5]
- 2006 рік — 1325 особи[5]
- 2011 рік — 1425 осіб.[1]

Данні про національний склад населення, рідну мову й використання мов у селі Пангніртанг, отримані під час перепису 2011 року, будуть оприлюднені 24 жовтня 2012 року. Перепис 2006 року дає такі данні:
- корінні жителі – 1240 осіб,
- некорінні - 85 осіб.

| Мова              | Кількість населення, осіб |
| Тільки англійська | 70                        |
| Тільки французька | 10                        |
| Інша мова (мови)  | 1250                      |

| Мова                                          | Кількість населення, осіб |
| Тільки англійська                             | 1030                      |
| Тільки французька                             | 0                         |
| Французька і англійська                       | 30                        |
| Не володіють ані англійською, ані французькою | 270                       |

| Мова                         | Кількість населення, осіб |
| Англійська                   | 125                       |
| Французька                   | 10                        |
| Неофіційна мова              | 1185                      |
| Англійська і неофіційна мови | 15                        |

| Мова                         | Кількість населення, осіб |
| Англійська                   | 220                       |
| Неофіційна мова              | 395                       |
| Англійська і неофіційна мови | 10                        |

## Галерея

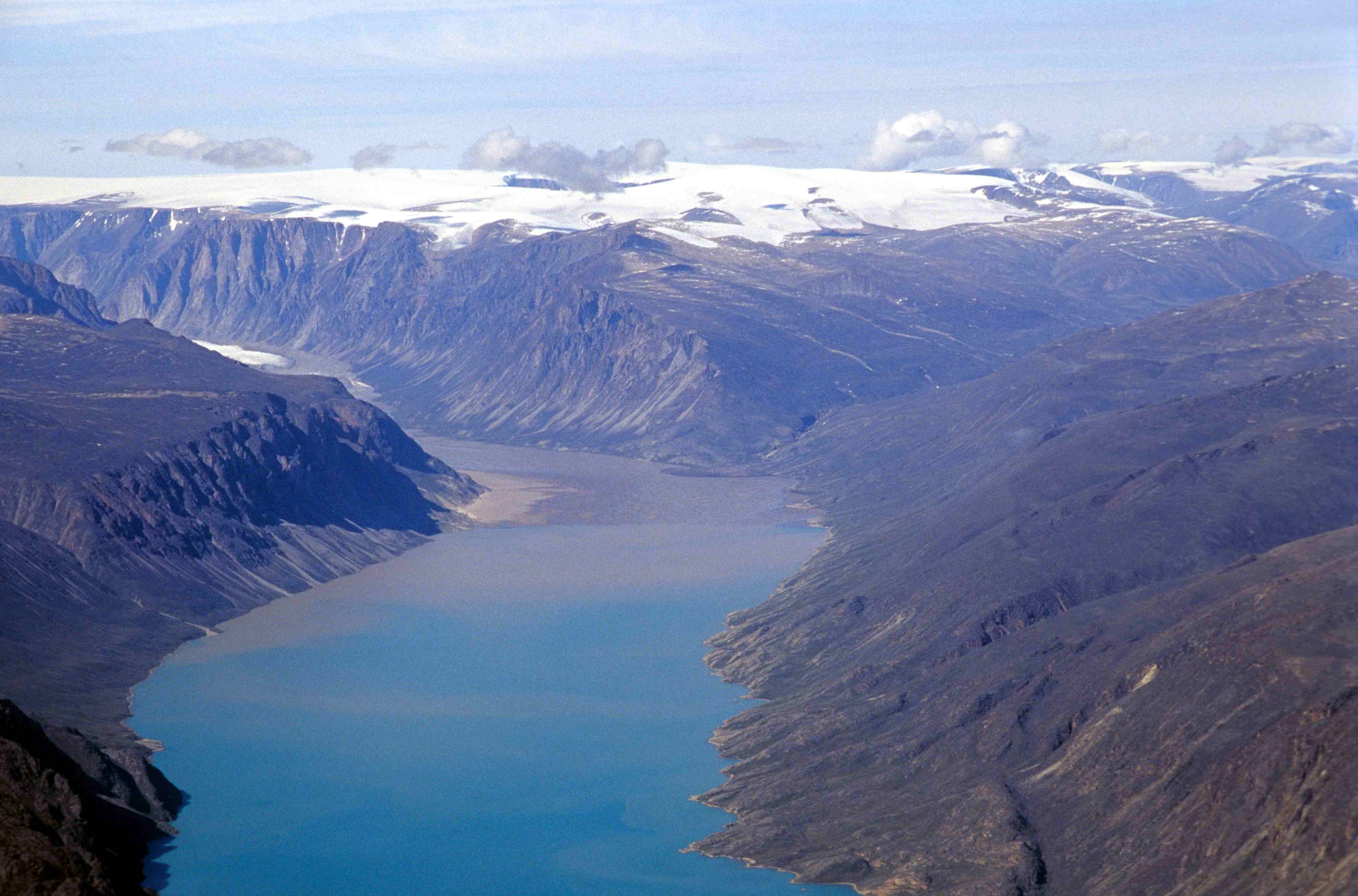
Пангніртанг-Фйорд
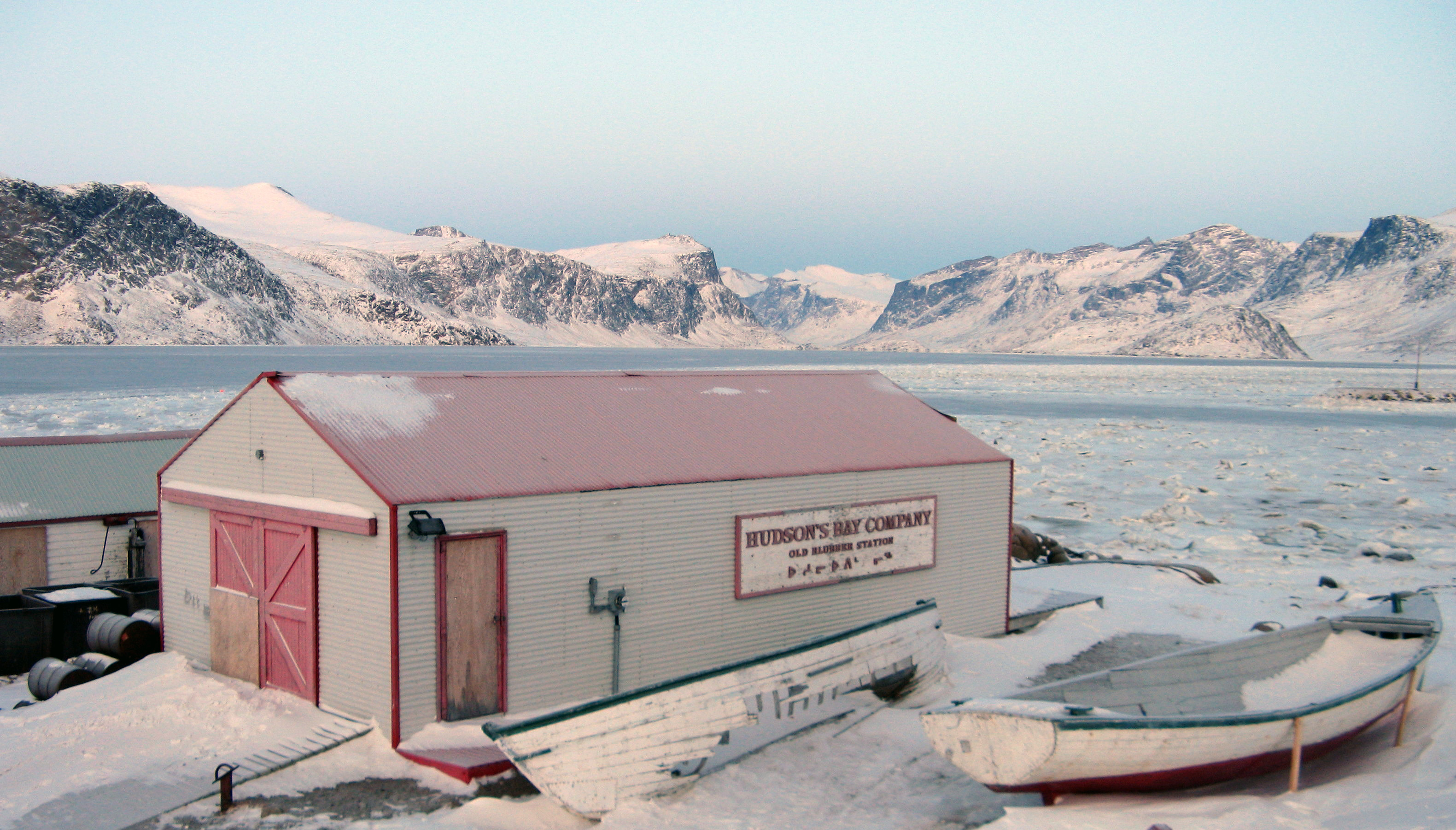
Стара ворвань-станція у Пангніртанзі

| Канада | Це незавершена стаття з географії Канади. Ви можете допомогти проєкту, виправивши або дописавши її. |